# Províncies traïdores
«Províncies traïdores» és el nom amb el qual es va qualificar a les províncies de Guipúscoa i Biscaia per part de la propaganda franquista després de la promulgació per part del general Francisco Franco a Burgos, el 23 de juny de 1937, del decret llei nº 247, quan encara no s'havia complert un any del començament de la Guerra Civil espanyola. Mitjançant aquest decret s'abolia el Concert Econòmic per a aquestes províncies, com a càstig pel fracàs ("traïció") de la revolta militar en elles i per haver-se decantat pel bàndol republicà, a diferència de la també província vascongada d'Àlaba i la província de Navarra, en les quals la revolta sí que havia triomfat posant-se per tant de costat del "bàndol nacional", per la qual cosa van continuar beneficiant-se de les seves favorables condicions durant tot el franquisme. La denominació de la situació tradicional d'aquests territoris forals (incloent Àlaba) en l'Antic Règim era de províncies exemptes, per la seva especial situació fiscal, que les eximia d'impostos i aranzels duaners.
| « | Oblidant moltíssims dels afavorits pel Concert aquesta prodigalitat que els va dispensar el Poder públic, es van alçar en armes a Guipúscoa i Biscaia contra el Moviment Nacional iniciat el 17 de juliol últim, corresponent així amb la traïció a aquella generositat excepcional, sense que els constants requeriments realitzats en nom d'Espanya per fer-los desistir de la seva actitud, aconseguissin l'efecte pretès. No és, doncs, admissible que subsisteixi aquest privilegi sense greuge, per a les restants regions que, amb entusiasme i sacrifici sense límits, van cooperar des d'un principi al triomf de l'Exèrcit. | » |

Posteriorment, l'ús del terme ha recollit intencions diverses i contràries, particularment sarcàstiques, sobretot des de l'òptica dels vençuts, tant de postures republicanes, socialistes o del nacionalisme basc.
Ja el 1968, el govern franquista havia derogat els termes més ofensius del decret de 1937 (assenyalant que algunes expressions d'aquest decret «no es corresponen amb el noble esforç i laboriositat que han caracteritzat aquestes províncies dins de la unitat nacional»), sense variar-ne la part dispositiva. Tanmateix, calgué esperar a la mort de Franco perquè el decret fos expressament i total derogat, la qual cosa va ocórrer en 1976, ja durant la Transició, mitjançant el Reial decret-Llei 20/1976, promulgat el 30 d'octubre d'aquest any. Encara que derogat el decret, el concert econòmic no va ser restablert fins després, com a conseqüència de les disposicions derogatòries de la Constitució Espanyola de 1978 i del procés autonòmic que va conduir a la constitució de la comunitat autònoma del País Basc.